# Flipside
Los Angeles Flipside Fanzine, més conegut com Flipside, va ser un fanzín publicat a Whittier i Pasadena de 1977 a 2002. Va fundar el seu propi segell discogràfic el 1978, Flipside Records, que va publicar discos de vinil i discos compactes.
Com a fanzín de punk estatunidenc, va fer una crònica de l'escena musical independent i underground. Flipside va evolucionar d'un fanzín fotocopiat a una revista amb impressió òfset i portades brillants.

## Història
Los Angeles Flipside Fanzine va ser llançat el 1977 a Whittier per cinc amics del Whittier High School, Pooch (Patrick DiPuccio), Larry Lash (Steven Shoemaker), Tory, X-8 (Sam Diaz) i l'editor Al Kowalewski. Els números inicials de la publicació es van produir mitjançant una fotocopiadora, amb l'objectiu modest de Kowalewski de vendre 1.000 exemplars per número. Va començar amb una petita distribució local en les botigues de discos de la zona de Los Angeles, i en dos anys la publicació ja es venia dotze estats americans i quatre països. Del 1979 al 1989, Flipside va ser copropietat i coeditat per «Hud Flipside», pseudònim de Holly Duval Cornell.
En el sisè aniversari de la revista, l'estiu de 1983, la tirada havia crescut fins als 6.500 exemplars per a Nord-amèrica, i una impressió addicional a Alemanya per a la distribució europea. Flipside va publicar un número especial en el 10è aniversari titulat «Los Angeles Flipside Fanzine Issue 54», que documentava els deu primers anys de punk rock des de 1977 fins a 1987 amb 224 pàgines d'entrevistes a grups.
Flipside va organitzar un festival a l'estil Burning Man al desert de Mojave de Califòrnia en un lloc conegut com a Jawbone Canyon durant diversos anys a mitjans de la dècada del 1990. Entre els convidats especials hi va haver Fugazi, The Offspring i Hawkwind.